# Borowe (stacja kolejowa)
Borowe (biał. Баравое, ros. Боровое) – stacja kolejowa w miejscowości Borowe, w rejonie głębockim, w obwodzie witebskim, na Białorusi. Położona jest na linii Połock - Mołodeczno.